# قطار به‌سوی پاکستان
قطار به‌سوی پاکستان (انگلیسی: Train to Pakistan) رمانی تاریخی اثر خوشوانت سینگ است که در سال ۱۹۵۶ به چاپ رسید. داستان آن درباره اتفاقات سال ۱۹۴۷، زمان تجزیه هند و پاکستان و تأثیر این واقعه بر قومیت‌های مختلف دینی و کشاکش‌های دیرپای میان آن‌هاست که حتی کشته شدن ماهتما گاندی را در پی داشت. به باور عده کثیری از منتقدان ادبی این کتاب مشهورترین کار سینگ و نیز از رمان‌های گرانمایه کلاسیک هندوستان می‌باشد. این اثر به‌دست نوذر نیازی به فارسی ترجمه و توسط نشر مروارید در ایران به چاپ رسیده‌است.